# Géde Ollgothach
Géde Ollgothach, fils de Ollom Fotla, est selon les légendes médiévales et la tradition pseudo historique irlandaise un Ard ri Erenn qui succède à son frère Slánoll.
Son surnom signifie « possédant une grande voix », et le Lebor Gabála Érenn précise que pendant son règne tous ses sujets avaient des voix aussi douce que le song des cordes de cythare. Il règne 8 ans, ou 12 ans , ou 17 ans, avant d'être tué selon le Lebor Gabála, par un certain Fíachu fils de Fíadchú inconnu par ailleurs; ou selon  Geoffrey Keating et les Annales des quatre maîtres, par son neveu et successeur Fíachu Findoilches, fils de Fínnachta. La chronologie de Keating Foras Feasa ar Éirinn date son règne de 880-863 av. J.-C. les Annales des quatre maîtres de 1241-1231 av. J.-C.
Sa succession sera ensuite assurée par son fils Berngal.

## Source
- (en) Cet article est partiellement ou en totalité issu de l’article de Wikipédia en anglais intitulé « Géde Ollgothach » (voir la liste des auteurs), édition du 10 avril 2012.